# Girls Got Rhythm
«Girls Got Rhythm» (рус. У девушек есть ритм) — пятнадцатый в общем и второй с альбома Highway to Hell, сингл австралийской хард-рок-группы AC/DC, выпущенный 6 ноября 1979 года на лейбле Atlantic Records.

## О сингле
Песня находится на альбоме AC/DC 1979 года Highway to Hell. Песня была выпущена как сингл в том же году.

## Рецензии
Smash Hits сказали: «Ну, у меня нет слов. Там есть этот абсурдный человек, кричащий обо всех девушках, которых он видел по всему миру, и рифф, который, как мне кажется, я слышал раньше. Это был либо 1974, либо 1975 год».

## Список композиций
| №  | Название           | Длительность |
| -- | ------------------ | ------------ |
| 1. | «Girls Got Rhythm» | 3:23         |

| №  | Название     | Длительность |
| -- | ------------ | ------------ |
| 1. | «Get It Hot» | 2:24         |

В ноябре 1979 года был выпущен EP, содержащий песни:
| №  | Название                            | Длительность |
| -- | ----------------------------------- | ------------ |
| 1. | «Girls Got Rhythm»                  | 3:23         |
| 2. | «If You Want Blood (You’ve Got It)» | 4:37         |

| №  | Название                                                                                     | Длительность |
| -- | -------------------------------------------------------------------------------------------- | ------------ |
| 1. | «Hell Ain’t a Bad Place to Be» (концертная запись, взята из If You Want Blood You’ve Got It) | 4:10         |
| 2. | «Rock ’n’ Roll Damnation» (концертная запись, взята из If You Want Blood You’ve Got It)      | 3:41         |

## Участники записи
- Бон Скотт — вокал
- Ангус Янг — соло-гитара
- Малькольм Янг — ритм-гитара, бэк-вокал
- Клифф Уильямс — бас-гитара, бэк-вокал
- Фил Радд — ударные